# Taphrina betulina
Balai de sorcière du bouleau
Espèce
Taphrina betulina est une espèce de champignons (Fungi) ascomycètes de la famille des Taphrinaceae. Il provoque la maladie cryptogamique galligène du balai de sorcière nommée balai de sorcière du bouleau sur la plupart des bouleaux nord-européens, principalement sur Betula pubescens. Comme tous les Taphrinomycetes, cette espèce présente un stade sous forme d'hyphes producteurs de galle et un stade sous forme de levure se nourrissant a priori de matière organique en décomposition mais ce dernier stade n'est pas connu. Son impact parasitaire sur la croissance en hauteur de ces arbres peut-être importante, surtout sur les jeunes sujets.

## Description

### Macroscopie

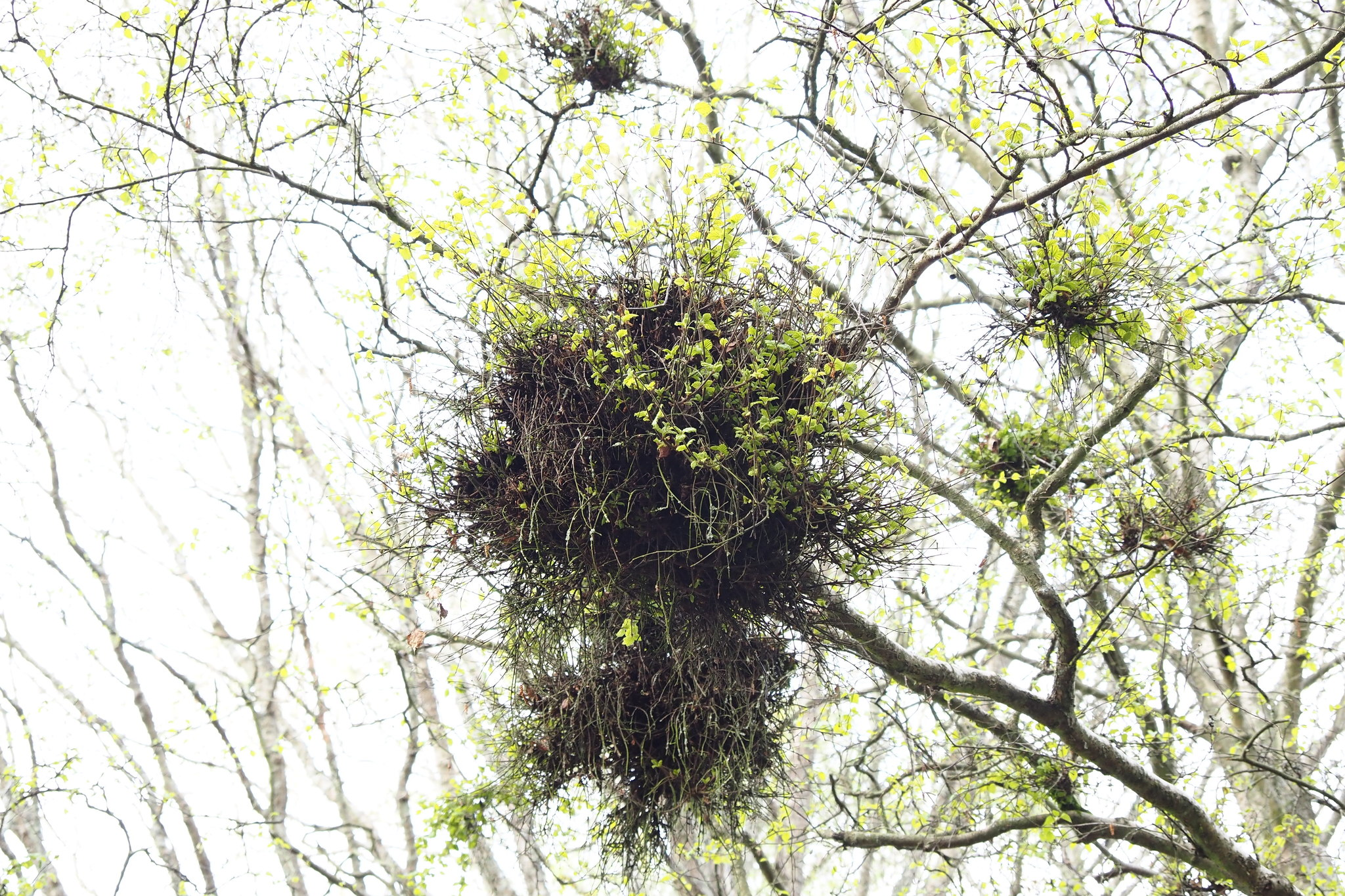
Balai de Taphrina betulina au printemps (Angleterre).

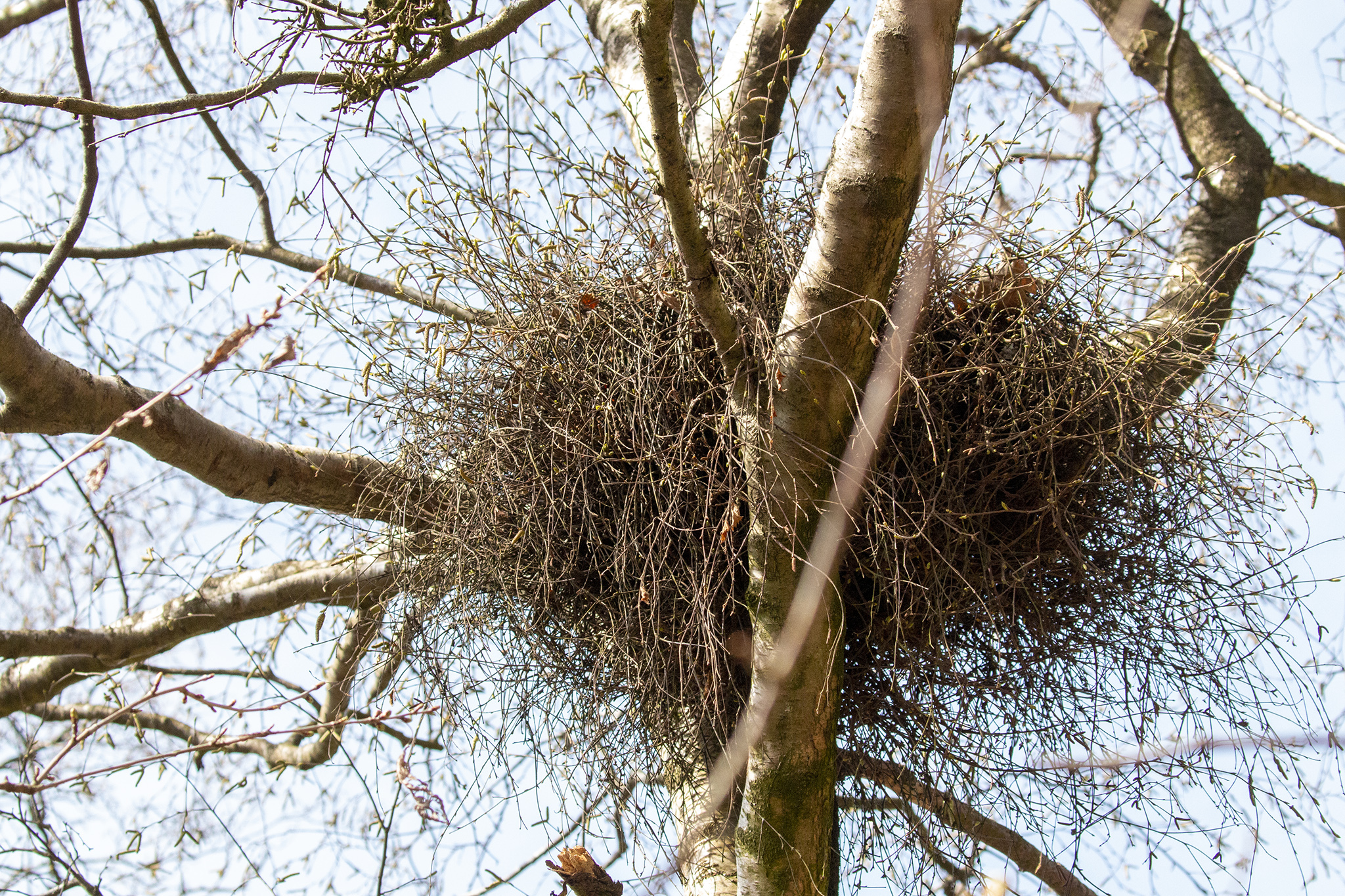
Balai de Taphrina betulina (Danemark).

Taphrina betulina provoque la formation d'un balai de sorcière pérenne typique généralement nettement développé qui se manifeste par la formation d'une abondante ramification agglomérée en boule dense composée de feuilles sous-développées, pubescentes en dessous et plus ou moins déformées mais non épaissies. Au printemps, elles sont vert pâle à jaunâtre, puis seulement grisâtres en dessous. En automne, elles se dessèchent, noircissent du bord vers l'intérieur et tombent un peu après leur brunissement. Ses pousses présentent une pubescence abondante anormales et montrent une croissance très rapide, les plus longues mourant souvent au cours de leur premier hiver. Le diamètre des balais augmente avec l'âge du bouleau et dépasse souvent 100 à 150 mm de diamètre, des spécimens d'1 m de diamètre n'étant pas rares,.
Sur les jeunes balais, le bourgeon infecté donne naissance à une pousse principale avec une base épaisse et gonflée par rapport à celles qui se trouvent sur les pousses ramifiées normales. Les bourgeons axillaires à la base des pousses sont gonflés et se développent davantage au cours de la saison de croissance suivante. Sur les balais plus anciens, les pousses mortes et vivantes se mêlent. Elles sont étroites à la base et proviennent du centre du balai où se développe un gonflement des tissus entourant le bourgeon axillaire infecté.

### Microscopie
Le mycélium végétatif est pérenne entre les cellules épidermiques du tissu hôte. Au cours de leur développement ultérieur, la taille des cellules du mycélium augmente ; les cellules s'épaississent fortement et se désagrègent en cellules ascogènes à paroi épaisse. Les asques sont visibles sous les feuilles matures, généralement à la fin du printemps, sous la forme d'un givre blanc grisâtre et crayeux se desséchant. Ils sont cylindriques à elliptiques, arrondis ou tronqués à l'apex et de taille variable, mesurant de 23 à 73 μm de long pour 10 à 26 μm de large. Ils sont pourvus de cellules pédonculaires mesurant de 7 à 27 μm pour 10 à 26 μm. Les asques produisent des cellules reproductrices sexuées par groupes de huit, les ascospores, qui mesurent de 4,5 à 6 μm de long pour 4 à 5 μm de large et bourgeonnent fréquemment au sein même des asques pour donner des cellules reproductrices asexuées plus petites, ovales ou elliptiques, les conidies, également nommées blastospore, qui mesurent de 4 à 5 μm sur 3 à 4 μm,.

## Répartition
Taphrina betulina est une espèce holarctique également présente en Nouvelle Zélande. En Europe, où elle est largement répandue surtout dans le nord, elle est présente au Royaume-Uni (surtout en Écosse), en Norvège, en Suède, en Finlande, en Russie, au Danemark, en Tchéquie, en Pologne, en Allemagne, en Autriche, en Bulgarie, en Belgique et en Suisse,. En France, l'espèce est essentiellement présente dans le nord et les Alpes,.

## Impact parasitaire

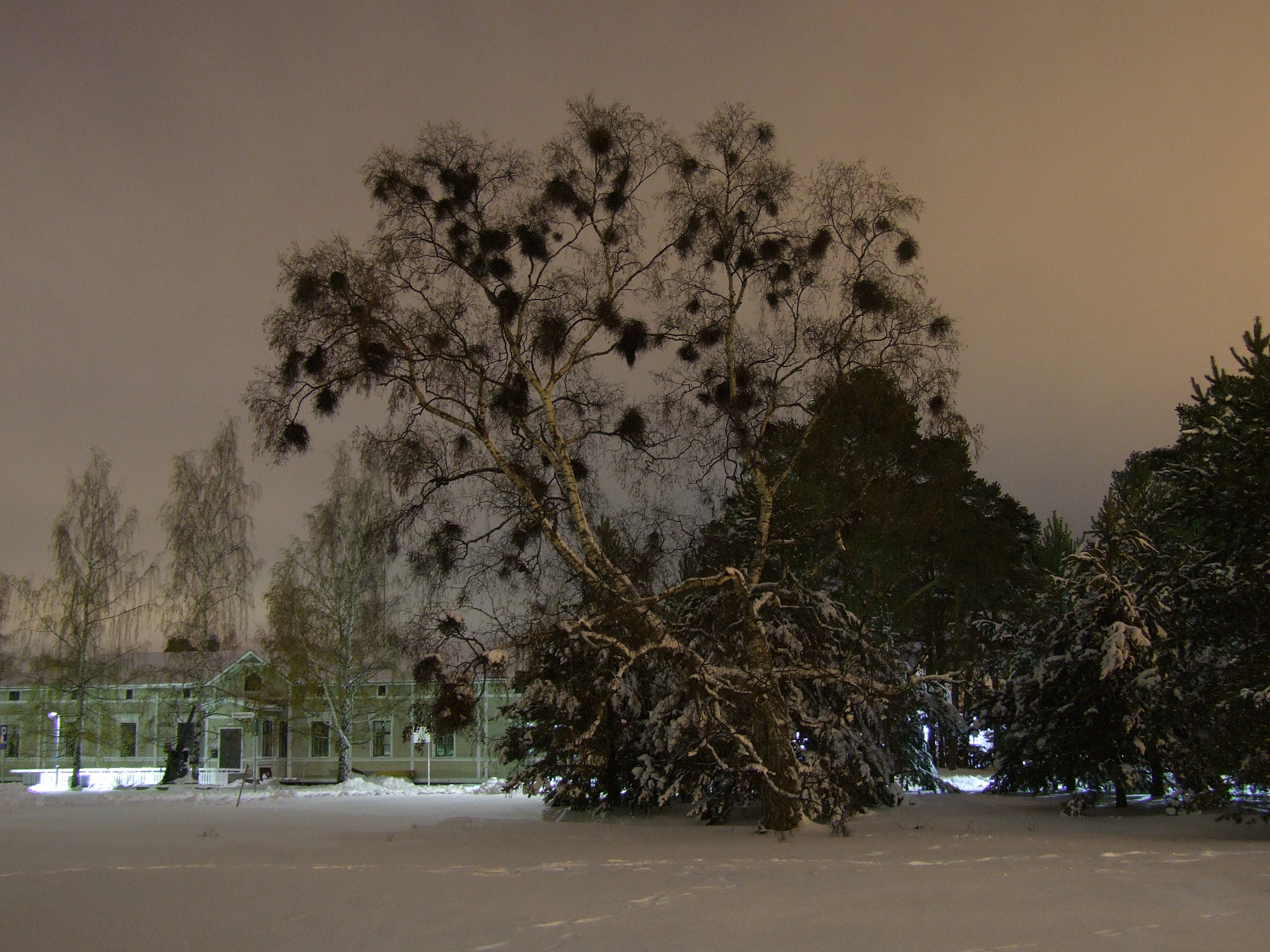
Balais de Taphrina betulina (Finlande).

Taphrina betulina est une espèce monophage parasitant principalement Betula pubescens dont ses variétés pubescens et glabrata mais aussi Betula pendula, Betula lenta ainsi que Betula nana et son hybride avec B. pubescens et enfin Betula ×intermedia. Elle est également présente dans les cultures de Betula dahurica,,.
Les infections du balai de sorcière du bouleau ne sont généralement pas considérées comme une maladie importante, l'arbre n'étant pas une essence forestière majeure en sylviculture. Cependant, elles sont associées à des réductions de croissance en hauteur de plus de 25 %, à une baisse de vigueur et une qualité de bois plus faible ; le diamètre à hauteur de poitrine n'étant que peu affecté. L'effet négatif est plus important sur les petits arbres, bien que ce soient les vieux sujets chez qui les balais sont les plus nombreux et les plus gros.

## Confusions possibles
Taphrina nana est une espèce arctico-alpine plus rare qui produit également des balais sur Betula pendula et Betula ×intermedia (synonyme de Betula ×alpestris). Les feuilles atteintes sont d'abord vert jaunâtre, puis grisâtres des deux côtés, en commençant par la face inférieure. Ses asques sont plus petits, mesurant en moyenne 20 à 30 μm de long pour 10 à 12,5 μm de large et produisent des ascospores de taille approchante de 4 à 6 μm de long pour 3,5 à 5 μm de large.
Selon le mycologue suisse Nicolas Schwab, les balais de sorcière des Bouleaux pourraient également être dus à des bactéries du genre Phytoplasma ou Agrobacterium ou à une infection virale. Ainsi, Taphrina betulina pourrait être discriminée seulement par une analyse microscopique.

## Intérêt écologique
Le balai de sorcière du bouleau est un type de dendromicrohabitat à l'instar des broussins, des cavités de pics et des dendrotelmes. Ses enchevêtrements de pousses supportent parfois le nid de petits passereaux comme le Grimpereau des jardins ou le Troglodyte mignon, mais aussi de rapaces comme la Buse variable.

## Synonymie
Taphrina betulina a pour synonymes :
- Ascomyces turgidus (Sadeb.) W.Phillips
- Exoascus betulinus (Rostr.) Sadeb.
- Exoascus turgidus Sadeb.
- Taphrina turgida (Sadeb.) Giesenh.
- Taphrina willeana Svendsen